# هاله بنت وهیب
هاله بنت وهیب بن عبدمناف بن زهره بن کلاب (به عربی: هالة بنت وهيب بن عبد مناف بن زهرة بن کلاب) یکی از همسران عبدالمطلب و مادر حمزه و صفیه بود. او همچنین دختر عموی آمنه بنت وهب مادر محمد بود.